# 古贺稔彦
古贺稔彦（日语：／ Koga Toshihiko，1967年11月21日—2021年3月24日），日本男子柔道运动员。他在1992年巴塞罗那夏季奥林匹克运动会中，参加了男子柔道比赛并获得71公斤级金牌。